# زابل، ملکه ارمنستان

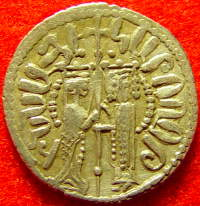
تصویر هتوم و زابل بر روی سکه

زابل، ملکه ارمنستان (ارمنی: Զապել؛ زاده ۲۷ ژانویه ۱۲۱۶/ ۲۵ ژانویه ۱۲۱۷ – درگذشته ۲۳ ژانویه ۱۲۵۲) یا ایزابل ملکه پادشاهی ارمنی کیلیکیه بود.
زابل دختر لوون دوم که پس از مرگ پدرش در ۱۲۲۰ برتخت سلطنت نشست و یک شورای نیابت سلطنت هم دستیار او شد.